# Liste der Brücken in Berlin/PQ

## Erläuterung
- (Musterbrücke) = in Klammern gesetzt: namenlose Brücken.
- Musterbrücke = kursiv gesetzt: ehemalige Brücken. (Siehe ausführlich: Aufbau der Listen)

## P
| Bild                                                                                                 | Name der Brücke                                   | Ortsteil                     | Anmerkungen | Lage   |
| --- | ------------------------------------------------- | ---------------------------- | --- | ------ |
| | Pankewegbrücke                                    | Wedding                      | Die Pankewegbrücke führt den Panke-Wander- und Radweg von einem Ufer der Panke auf das andere Ufer. Diese aus Stahl und Holz bestehende Konstruktion ist etwa 15 Meter lang. | Karten |
| | Pankgrafenbrücke                                  | Karow                        | Die Pankgrafenbrücke führt die Pankgrafenstraße über die Panke. Sie ist etwa 20 Meter lang und 15 Meter breit. Im Jahr 2012 wurden die Stahlbetonplatte des Bauwerks und Teile des Unterbaus erneuert. Fahrbahn, Gehsteige, Kabelführungen und Wasserleitungen wurden ebenfalls ausgetauscht. | Karten |
| | Pankstraßenbrücke                                 | Gesundbrunnen                | Die Pankstraßenbrücke führt die Pankstraße über die Panke. Sie ist etwa 15 Meter breit und rund 35 Meter lang. Die Brücke ist eine einfache Balkenbrücke mit zwei Fahrbahnen, einem Mittelstreifen und zwei breiten Fußwegen. Ein erster Nachweis einer Brücke an dieser Stelle stammt aus dem Jahr 1825. | Karten |
| | Pappelalleebrücke                                 | Prenzlauer Berg              | Die Straßenbrücke dient zur Überführung der Pappelallee über die tief liegenden Gleisanlagen der Berliner Ringbahn. | Karten |
| | Parkringbrücke                                    | Tempelhof                    | Die Parkringbrücke in der Boelckestraße führt über einen ehemaligen See | Karten |
| | Parkgrabenbrücke                                  | Französisch Buchholz         | Die Parkgrabenbrücke führt die Dr.-Markus-Straße über den Parkgraben. Dieser schmale Wasserlauf verläuft vom ehemaligen Park (heute ab Viktoriastraße) nach Süden zur Panke. Die Brücke bestand schon wenigstens 1950 am Ostende der damaligen Straße 53. Durch den Bebauungsplan Buchholz-Ost (BPlan XIX-48) steigt die derzeitige geringe Bedeutung der einfachen durchrohrten Betonbrücke an. Noch führt die Brücke lediglich einen Fahrweg aus dem Siedlungsgebiet (westlich gelegen) nach Osten auf Feldwege in Ödland und ist kaum befahren. Die Brücke ist bei einer Breite von vier Metern und dem etwa 50 Zentimeter breiten Wasserlauf des Grabens sechs Meter lang, wobei die Brückenlänge durch den nach beiden Seiten geführten Wegbelag nicht eindeutig erkennbar ist. Die Brücke dient vor allem Füßgängern und Radfahrern, ist allerdings auch für Kraftfahrzeuge nutzbar. | Karten |
| | Parkwegbrücke                                     | Friedrichshain / Alt-Treptow | Anbau an die Treptower Eisenbahnbrücke, 2 m breiter Steg für Fußgänger und Radfahrer zur Spreequerung | Karten |
| | Passenheimer Brücke                               | Westend                      | Die Passenheimer Brücke in der Passenheimer Straße überquert den Einschnitt der S-Bahn. | Karten |
| | Paulsborner Brücke                                | Schmargendorf / Halensee     | Die Paulsborner Brücke führt die Paulsborner Straße über die A 100 und die Ringbahn. | Karten |
| | Pergamonsteg                                      | Mitte                        | Ein Fußgängerüberweg über den Spreekanal im Bereich des Pergamonmuseums. | Karten |
| Perleberger Brücke und EBB                                                                           | Perleberger Brücke                                | Moabit                       | Die Perleberger Brücke führt die Perleberger Straße unter der Bahnbrücke der Lehrter Bahn hindurch über die Fläche des ehemaligen Westhafens. Die Perleberger Brücke gehörte zu den fünf Straßenbrücken über Eisenbahnanlagen, die im Zweiten Weltkrieg zerstört wurden. Mit dem Freiräumen der Gleisanlagen wurde vor dem Zusammenbruch begonnen. Damit konnte diese Brücke als erste im Mai 1947 dem Verkehr wieder übergeben werden. | Karten |
| | Persiusbrücke                                     | Wannsee                      | Die Persiusbrücke ist eine Fußgängerbrücke im Volkspark Klein-Glienicke. Sie ist benannt nach Ludwig Persius. | Karten |
| | (Pfarrstraße / Schulze-Boysen-Straße, Bahnbrücke) | Lichtenberg                  | Die Konstruktion ist eine aus drei getrennten parallel verlaufenden namenlosen Bahnbrücken im Bereich Frankfurter Allee-Süd, die um etwa 20 Meter auseinander liegen. Unter ihnen treffen sich die Schulze-Boysen-Straße, die Pfarrstraße und der Wiesenweg. Die Brückenlängen liegen zwischen 13 und 28 Meter bei je etwa 9 Meter Breite. | Karten |
| | Poßwegbrücke                                      | Zehlendorf                   | Die Poßwegbrücke führt den Poßweg über die im Einschnitt verlaufende Trasse der U-Bahn-Linie U3 und ist benannt nach Reinhold Poss (1897–1933), Flugpionier, Sport- und Jagdflieger. | Karten |
| | Potsdamer Brücke / Victoriabrücke                 | Tiergarten                   | Die Brücke führt die Potsdamer Straße, Teil der B 1, über den Landwehrkanal und verbindet das Reichpietschufer mit dem Schöneberger Ufer. Eine erste Brücke bestand hier bereits im 15. Jahrhundert über den Schafgraben. Mit dem Ersatz der alten Holzbrücken nach den 1870er-Jahren entstand (wahrscheinlich 1898) an der Kanalquerung der Potsdamer Straße und der benachbarten ehemaligen Victoriastraße eine Doppelbrücke, zuerst unter dem Namen Victoriabrücke für beide Eisenbogenbrücken. Die Brücken erhielten vier Eck-Skulpturen bekannter Wissenschaftler. 1903 bekam die östliche Brücke den Namen Potsdamer Brücke. Nach der Zerstörung beider Brücken im Zweiten Weltkrieg wurde 1947 eine Notbrücke angelegt. 1968 wurde die heutige einteilige schmucklose Balkenbrücke aus Spannbeton errichtet.                                                                        | Karten |
| Potsdamer Brücke als hölzerne Klappbrücke über den Hornwerksgraben (Ausschnitt aus dem Schultz-Plan) | Potsdamer Brücke                                  | Mitte                        | Die ehemalige mit Kolonnaden ausgestattete Schmuckbrücke aus dem 17. Jahrhundert lag etwa im Bereich der Kreuzung Friedrichstraße/Behrenstraße in der Friedrichstadt und führte über den Hornwerksgraben. Sie wurde mit der Entfestigung Berlins überflüssig und 1735/40 abgetragen. |        |
| | Prenzlauer-Allee-Brücke                           | Prenzlauer Berg              | Die Straßenbrücke dient zur Überführung der Prenzlauer Allee über die tief liegenden Gleisanlagen der Berliner Ringbahn. | Karten |
| | Priesterwegsteg                                   | Schöneberg                   | Der Priesterwegsteg, eine Fußgängerbrücke, führt den Priesterweg über die Stadtautobahn A100. | Karten |
| Prinzregent-Ludwig-Brücke                                                                            | Prinzregent-Ludwig-Brücke                         | Steglitz / Lankwitz          | Die Prinzregent-Ludwig-Brücke führt die Birkbuschstraße über den Teltowkanal am Kilometer 19,110 in Steglitz. Sie ist eine stählerne Balkenbrücke und ist als Ersatzneubau in der Zeit von 1998 bis 1999 entstanden. Benannt wurde sie nach dem Prinzregenten Ludwig. | Karten |
| Putlitzbrücke, 1912                                                                                  | Putlitzbrücke                                     | Moabit                       | Die Putlitzbrücke verbindet die Putlitzstraße westlich des S-Bahnhofs Westhafen mit der Straße An der Putlitzbrücke und überquert den Berlin-Spandauer Schiffahrtskanal. Sie wurde 1897 als hölzerner Steg erbaut und 1901 nach dem brandenburgischen Adelsgeschlecht Gans Edler zu Putlitz benannt. Bereits zu Beginn des 20. Jahrhunderts ersetzte ein steinerner Bau die Holzbrücke, der am 29. Juni 1912 dem Verkehr übergeben werden konnte. Sie wurde nach Plänen des Berliner Ingenieurs Friedrich Krause und des Architekten Arno Koernig aus Bromberg errichtet. Die Brücke führt zudem über die Anlagen des Westhafens und die Ringbahn. Das historische Bild zeigt die Brücke im Jahr 1912. | Karten |
| Pyramidenbrücke                                                                                      | Pyramidenbrücke                                   | Köpenick                     | Die Pyramidenbrücke führt die Lindenstraße über die Wuhle und verbindet sie mit der Straße An der Wuhlheide. Die Balkenbrücke mit Metall-Staketen-Geländer und eingearbeitetem Schriftzug stammt aus dem Jahr 1939. Sie stellt die letzte Querung der Wuhle vor ihrer Mündung in die Spree dar. Das Bauwerk ist etwa 12 Meter lang, 28 Meter breit und besitzt auf beiden Seiten Fußwege. Im Juni 2008 wurde ihre gesamte Fahrbahn erneuert. | Karten |
| Pyramidenringbrücke (Kombi) · Straßenbrücke                                                          | Pyramidenringbrücke                               | Marzahn                      | Die Pyramidenringbrücke ist eine Kombination aus der Durchleitung des Grenzgrabens durch den Eisenbahndamm (oberes Bild) und einer Straßenbrücke über diesen Graben (unteres Bild). Sie führt den Pyramidenring über den Marzahn-Hohenschönhauser Grenzgraben, trägt die Bauwerksnummer 21 001 und wurde um das Jahr 2000 saniert. Diese Arbeiten wurden vom Europäischen Fonds für Regionale Entwicklung kofinanziert, wie an einer Erklärungstafel an der Brücke zu lesen ist. | Karten |